# Diversidad sexual en Tokio

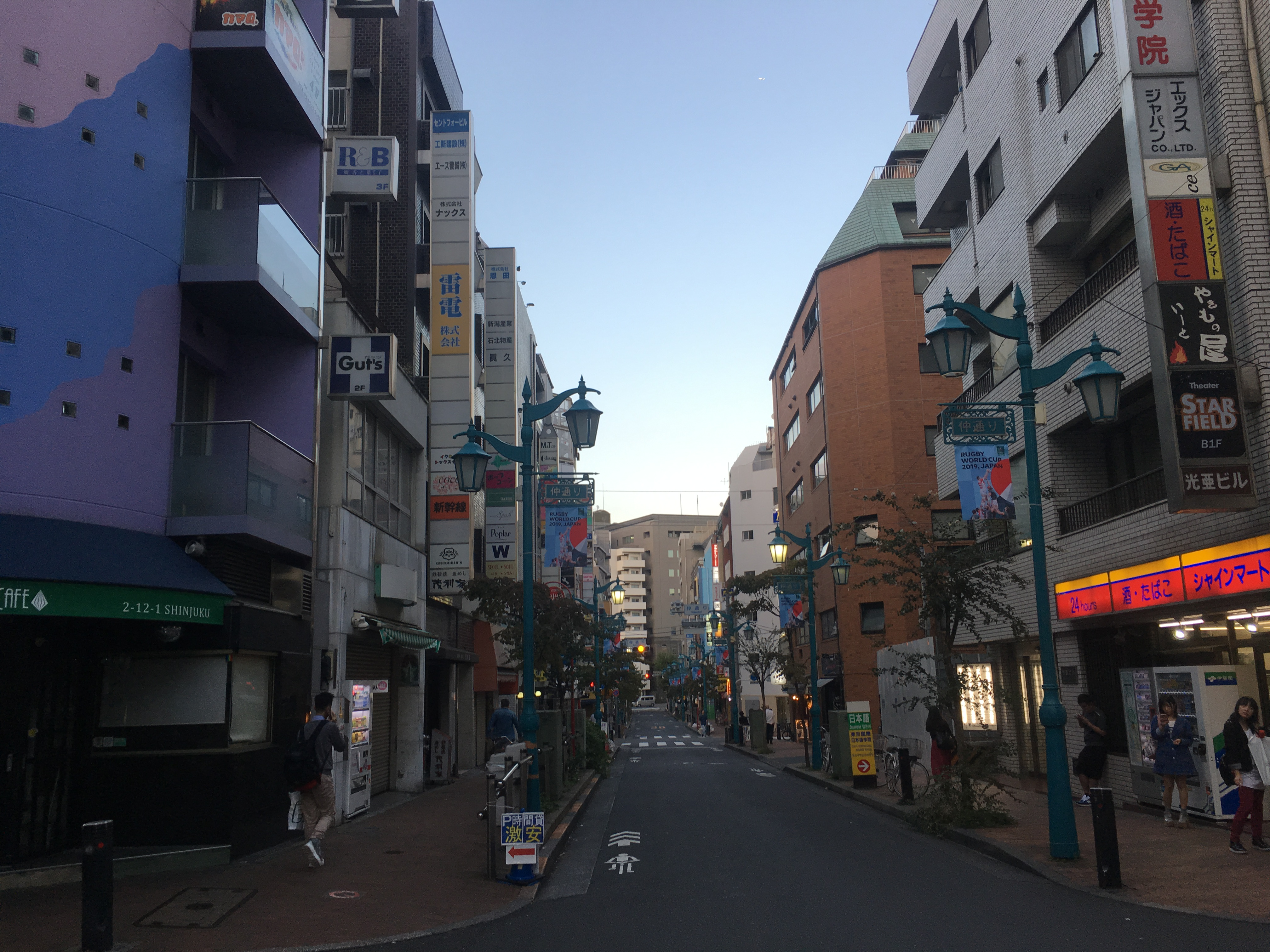
Calle en Shinjuku Ni-chōme.

La comunidad LGBTQ en Tokio es una de las más grandes de Asia. Si bien Japón no le asigna tanto peso moral o social a la sexualidad como en Occidente, a los japoneses les sigue resultando difícil manifestarse en sociedad como LGBT; se dice que la comunidad sufre homofobia incluso entre sus miembros. Solo el 5% de los japoneses afirma conocer a alguien que es LGBT.
Existe una comunidad en Japón llamada Stonewall que tiene como objetivo servir a la comunidad LGBT, con muchos capítulos locales repartidos por todo Japón. Stonewall ofrece concienciación educativa, información útil, plataformas comunicativas en línea y oportunidades de compañerismo.

## Historia

### Ocupación estadounidense de Japón (1945-1952)
El barrio gay de Ni-chōme, Tokio, nació tras los rápidos cambios sociales que siguieron a la ocupación estadounidense de Japón. Tiene fuertes vínculos con el distrito rojo.
Después de esto, poco a poco comenzaron a abrirse lugares para la comunidad LGBT en todo Japón. En 1948, abrió una tienda de té gay en Shinjuku; En la década de 1950, el primer bar gay se llamó Yanagi (en japonés: やなぎ).

### Bares gay (1960-1980)
En la década de 1960, el número de bares gay en todo Ni-chōme y en todo Tokio había comenzado a expandirse a alrededor de cincuenta. En 1973, Kikōshi (en japonés: 貴公子; lit. 'joven noble'), ubicado en Roppongi, Tokio, fue el primer bar onabe (o "lesbiana masculina") del país.

### Desarrollo de las sociedades LGBT (1989-presente)
En 1988, los participantes del Programa de Intercambio y Enseñanza de Japón formaron "A Terribly Apropos Gay Organisation" ("Una organización gay terriblemente apropiada"), o ATAGO, por la naturaleza ad hoc de su primera reunión. Si bien inicialmente solo estaba destinada a personas homosexuales, la organización cambió su nombre a ATAGLO para incluir a las lesbianas. ATAGLO ayudó inicialmente a los participantes LGBT y JET produciendo un boletín, Between the Sheets, un directorio para couch-surfing, y tutoría y asesoramiento. Después de que una casa de recreación para jóvenes en Fuchū comenzara a excluir a los miembros LGBT, el grupo OCCUR (アカー, akā) inició procedimientos legales contra ella en 1990.
En 1994, los miembros de Gayjet, otro grupo que finalmente se fusionó con ATAGLO, expresaron su preocupación con CLAIR, el Consejo de Autoridades Locales para las Relaciones Internacionales, por censurar y discriminar las voces LGBT+ dentro de la comunidad. La ahora fusionada ATAGLO comenzó a trabajar en una propuesta para que pudieran convertirse en un Grupo de Interés Especial (SIG) de AJET, una suborganización que maneja el apoyo y las comunidades. El propósito de este grupo era estar en publicaciones, hacerse más presente en los medios, construir relaciones con los miembros LGBT+ y JET. Luego, Gayjet creó una propuesta que recopiló 450 firmas de personas que los apoyaban.
En 1995, el grupo cambió su nombre a Stonewall, ya que CLAIR declaró que dejaría de financiar a AJET si la palabra "Gay" aparecía en el nombre de una organización. Tras la sugerencia de los líderes regionales en 2008, la organización experimentó un cambio estructural en 2011, volviéndose más independiente. Esto pareció crear distancia entre ellos y AJET, que se puso en contacto con Stonewall para reconstruir el grupo social LGBT de AJET. En mayo de 2011, 10 participantes originales de JET ayudaron a crear nuevos roles de liderazgo para los aproximadamente 120 miembros y reforzaron a Stonewall como parte de AJET bajo el nombre de Stonewall Japón. Se redactaron una constitución y roles formales, y Stonewall afirma tener más de 2000 miembros en 2020. Más tarde, en 2014, la organización quiso cambiar el nombre a "Life as a Gay JET", luego a "Life as a GLBT JET" y luego a "Life as an LGBT Jet in Japan".
En 2011, AJET y Stonewall se distanciaron y su relación se deterioró. Sin embargo, un representante de AJET se puso en contacto con un miembro de Stonewall para ver si quería ayudar a reconstruir el grupo social LGBT de AJET. Entonces, en mayo de 2011, 10 personas que participaron de JET ayudaron a crear nuevos roles de liderazgo y a cambiar la marca "Stonewall AJET". Continuaron teniendo reuniones para realizar cambios en la organización. Debido al aumento de participantes, Stonewall AJET se convirtió en una organización debido a la cantidad de ayuda que recibieron. Desde que establecieron esta nueva organización, crearon un presidente, un vicepresidente, un coordinador web, un coordinador de eventos y líderes de bloque.
En 1994, Japón tuvo su primera marcha del orgullo para gays y lesbianas, y abrió su primer centro comunitario gay llamado ATKA.
En 2021, el gobierno de Tokio anunció que comenzaría a ofrecer uniones legales para parejas románticas del mismo sexo.

## Geografía
La mayoría de las instituciones LGBT de Tokio se encuentran en Shinjuku Ni-chōme. En 2010, había unos 300 bares gay en esta comunidad.
La escena gay de Tokio no se limita a Ni-chōme. En otras zonas, como Ueno, Asakusa, Shimbashi e Ikebukuro, hay aglomeraciones de bares gay, aunque ninguna tan densa como en Ni-chōme. Se puede encontrar información sobre estos bares, librerías, sex shops y lugares de encuentro en Otoko-machi Map ("Mapa de las Ciudades de los Chicos"), una guía nacional de establecimientos gay japoneses, o en revistas gay mensuales como G-men y Badi. Tokio también tiene una gran cantidad de "círculos" gay, incluidos equipos deportivos LGBT, grupos culturales y grupos religiosos.
El número de bares gay en 2013 (bares de lesbianas no incluidos) era el siguiente:
- Shinjuku Total – 297
  - Shinjuku ni-chōme – 291
  - Kabukicho – 4
  - Nishi-Shinjuku – 2
- Ueno – 95
- Asakusa – 67
- Shinbashi – 66
- Ikebukuro – 21
- Shibuya – 8
- Nakano – 6

Referencia: Doyama (Osaka) -154, Sakae (Nagoya) -63, Fukuoka-62, Namba (Osaka) -42, Noge (Yokohama) -37, Susukino (Sapporo) -32, Nagarekawa (Hiroshima) -30, Sakurazaka (Okinawa) -26, Shinsekai (Osaka) -25
El número de negocios relacionados con homosexuales: bares, discotecas, clubes exclusivos, recintos de cruising, saunas, tiendas de libros y vídeos gay, etc. (bares lésbicos no incluidos) es el siguiente:
- Shinjuku Total – 460
  - Shinjuku ni-chōme – 402 (Bar-274, clubes anfitriones-17, Salud de entrega/Salud de la moda-28, Baños gay y cajas de cruceros-15)
  - Nishi-Shinjuku – 18
  - Kabukicho – 17
  - Norte de Shinjuku / Okubo – 14
  - Yoyogi (salida sur de la estación Shinjuku) – 9
- Ueno – 123
- Asakusa – 80
- Shinbashi – 74
- Ikebukuro – 37
- Nakano – 25
- Shibuya – 15

## Instituciones
Regumi (en japonés: レズビアン組; en rōmaji: Rezubian-gumi; lit. 'grupo de lesbianas') es un grupo de lesbianas de Tokio. El uso de la abreviatura regumi evita el uso de la palabra "lesbiana" (レスビアン resubian o レズビアン rezubian) y su abreviatura rezu (レズ), que en japonés es despectiva. La versión corta de regumi es rezi, que es un término insultante en japonés.
La Alianza Gay y Lesbiana Sorda Arcoiris de Tokio, o la Comunidad Gay y Lesbiana Sorda de Tokio (TLGDC), está en la ciudad. Taski Tade, que era miembro de este grupo, realizó una entrevista que fue traducida al inglés.
OCCUR tiene un nombre en inglés que no indica directamente que sea un grupo LGBT.

## Ocio

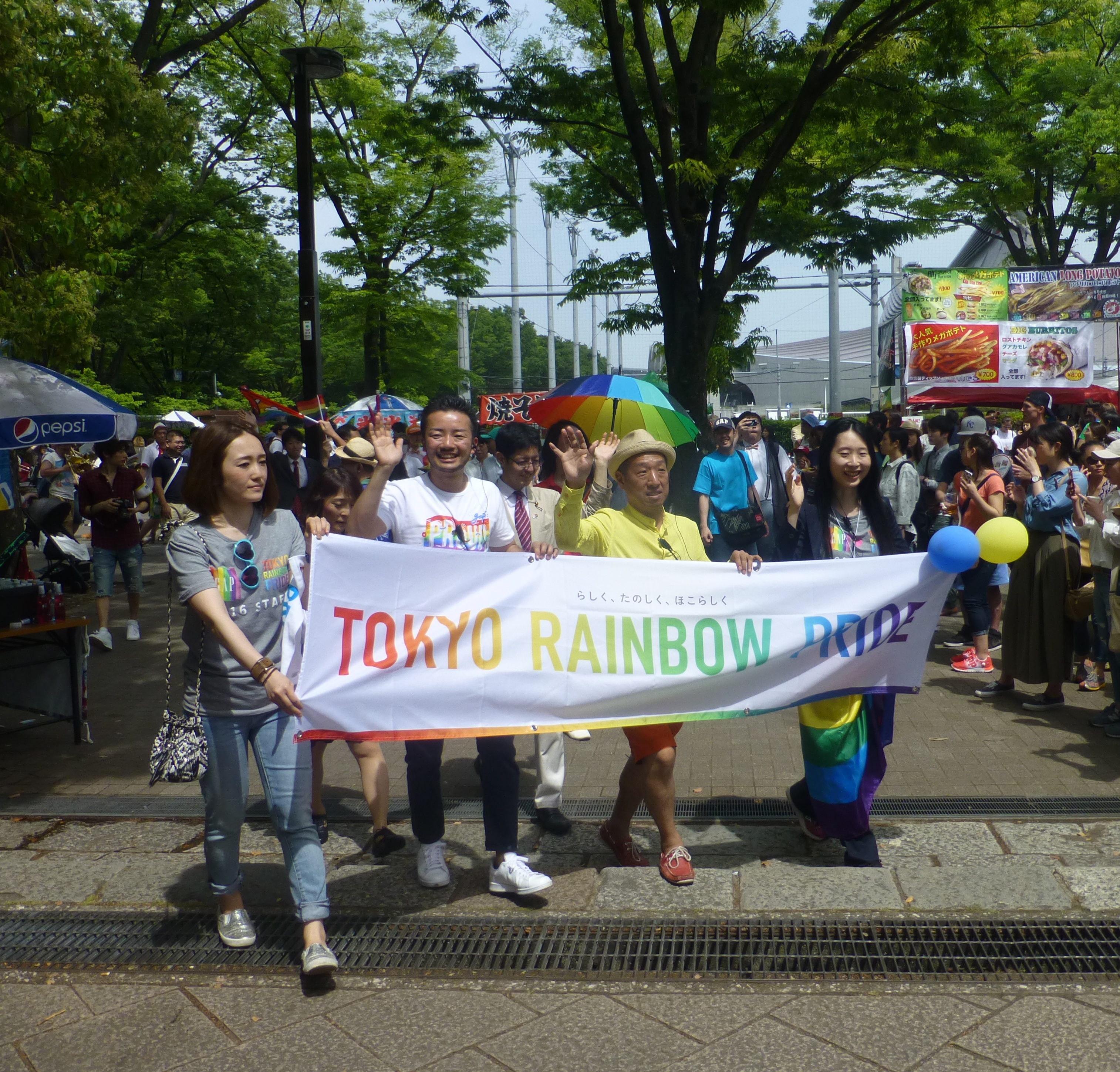
Marcha del orgullo de Tokio de 2016.

A partir de 2012, hay dos desfiles del orgullo gay en Tokio: Tokyo Rainbow Pride (TRP) y Tokyo Pride.
En 1994, la Asociación Internacional de Lesbianas, Gays, Bisexuales, Trans e Intersexuales (ILGA) comenzó a organizar el Desfile del Orgullo de Tokio, originalmente llamado Desfile de Lesbianas y Gays de Tokio (TL&GP); fue el primer desfile del orgullo gay de Japón. El evento recibió su nombre actual en 2007. El desfile tuvo una pausa desde 2008, que finalizó en 2010. Tuvo otra pausa en 2011. En 2010, Antoni Slodowski de Reuters escribió que "aunque el número de participantes en el desfile está aumentando, es una multitud pequeña en una ciudad de 12,8 millones de personas y el evento es relativamente pequeño incluso para los estándares asiáticos".
En mayo de 2011 se creó el Tokyo Rainbow Pride. Los organizadores lo crearon para garantizar que se celebrara un desfile del orgullo gay en Tokio en caso de que no se pudiera celebrar el Orgullo de Tokio. Akie Abe asistió al Orgullo Arcoíris de Tokio en 2012. El Orgullo Arcoíris es parte de la Semana Arcoíris (東京レインボーウィーク Tōkyō Reinbōwīku).
La Semana Arcoíris del TRP 2017 se celebró del 29 de abril al 7 de mayo. El desfile tuvo lugar el 7 de mayo de 2017.
El desfile del orgullo de 2020 se canceló debido a la pandemia de COVID-19 en Tokio. En 2023 regresó en su totalidad por primera vez en cuatro años.

## Medios de comunicación
Muchos artistas masculinos han salido del armario y han hablado públicamente sobre su homosexualidad en programas de entrevistas y otros programas de televisión en Tokio. Con la fama, se habla mucho de sexualidad. Hay dos críticos de la cultura pop que son ejemplos de homosexualidad y de salir del armario.
Algunas celebridades utilizan el hecho de ser LGBT para conseguir más atención de los medios. Un comediante, Masaki Sumitani, saltó a la fama por llevar ropa promiscua. Llevaba un arnés de cuero, una gorra y unas botas. Sus fans gritaban por él cuando se abría paso con este atuendo.
En 1975, doce mujeres fueron de las primeras en salir del armario y etiquetarse como lesbianas. Sus fotos fueron publicadas en una revista llamada Subarashi Onna.
Hay dos celebridades transgénero notables, Ai Haruna y Ayana Tsubaki, que son celebridades japonesas que se hicieron muy conocidas gracias a programas de televisión populares. En 2011, una modelo llamada Hiromi se declaró lesbiana ante el público.